# 히노 멜파

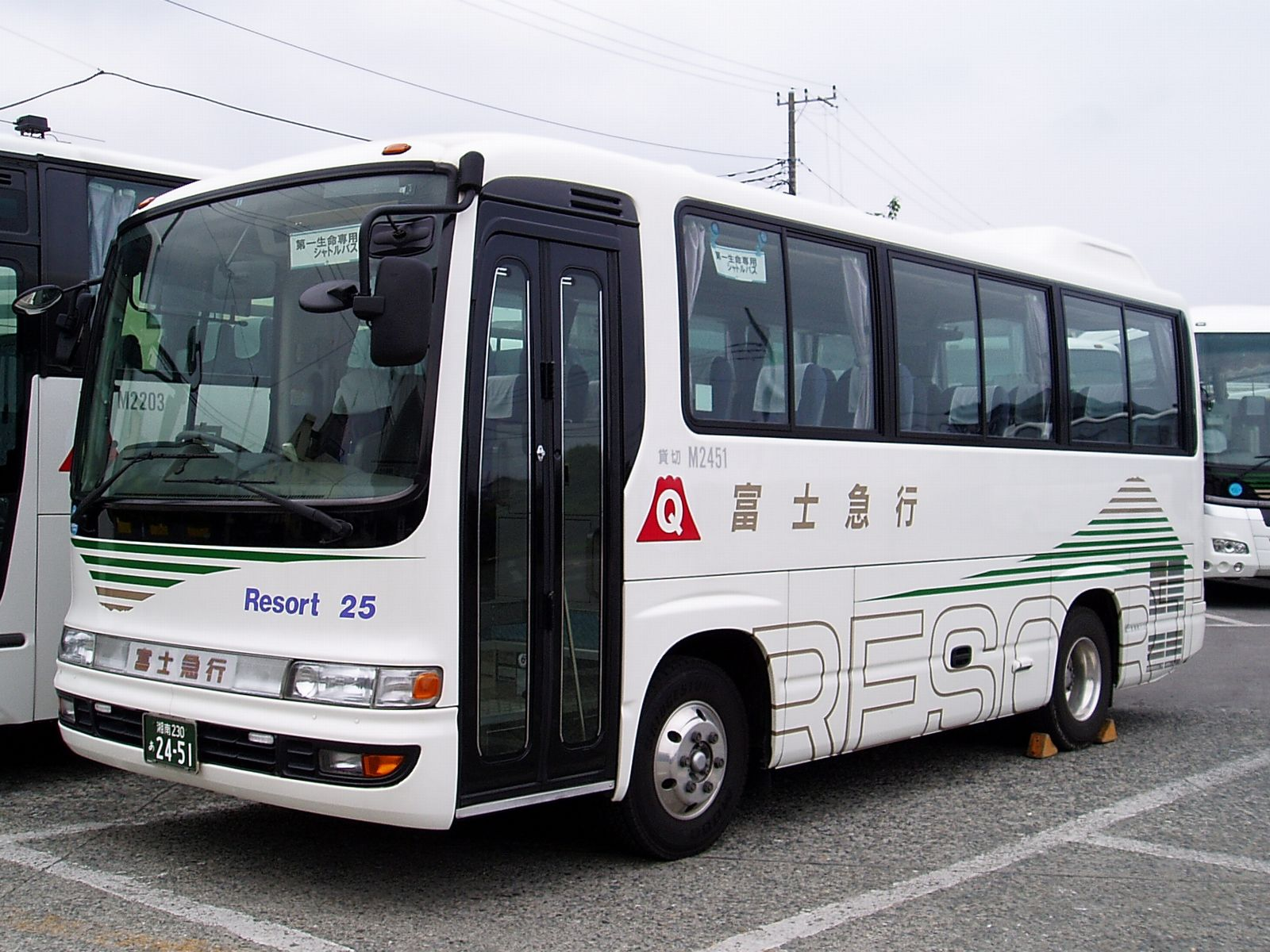
히노 멜파

히노 멜파(영어: Hino Melpha, 일본어: 日野・メルファ 히노 메루화[*])는 일본 J버스사가 생산하고 히노 자동차에서 판매하는 전세버스 및 고속버스 모델로 1998년에 출시되었다.

## 모델

### 히노 멜파 7
1998년 6월 레인보우 7M, 7W 모델의 후속으로 출시되었다. 출시 당시 배출가스 규제 기호가 KC였다가 1999년에 KK로 변경되었다. 라인업은 HD급 CH 모델과 MD급 RH 모델이 구성된다. 엔진은 J05C형, J08C형이 탑재되었다. 변속기의 경우 3단 AT, 5단 MT, 5단 AT, 6단 MT가 선택이 가능하며 이 중 FF 시프트는 6단 MT만 선택이 가능했다. 형식은 KK-CH1JFEA이다.
소형 한정면허 사업자 대상으로 만들어진 모델이나 규제 완화로 버스 사업이 허가제로 변경되면서 소형 한정면허 업체가 소멸되었다. 거기에 수익성의 악화로 판매 부진으로 이어졌다. 2003년 배출가스 규제 대응을 하지 않고 2004년에 단종되었다.

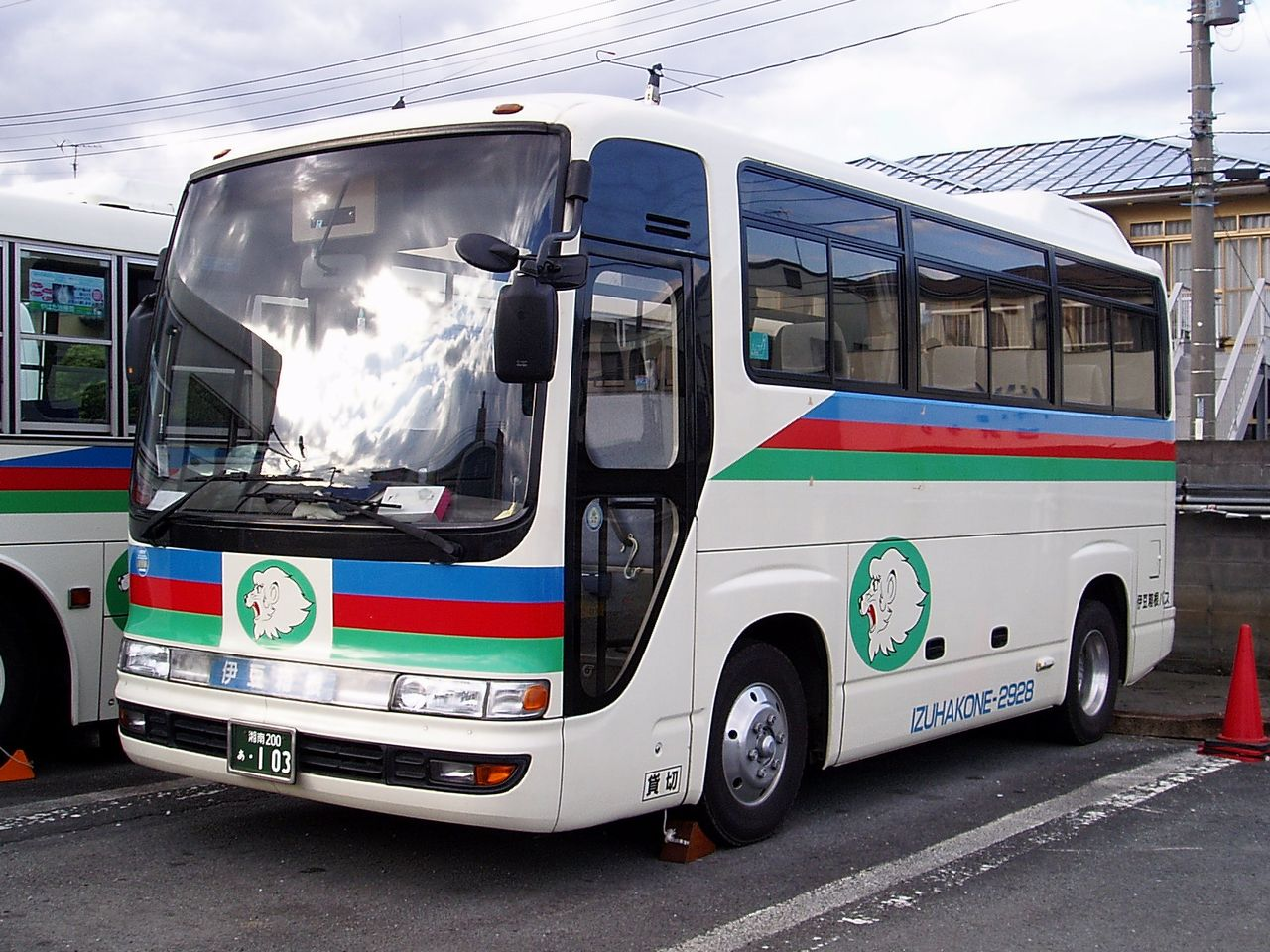

### 히노 멜파 9
1998년 배출가스 규제 대응에 따라 1999년 3월 레인보우 RR 모델의 후속으로 출시되었다. 라인업은 HD급과 MD급이 구성된다. 변속기의 경우 5단 AT, 6단 MT가 선택이 가능하며 엔진은 J08C형이 탑재되었다. 형식은 KK-RR1JJFA이다.

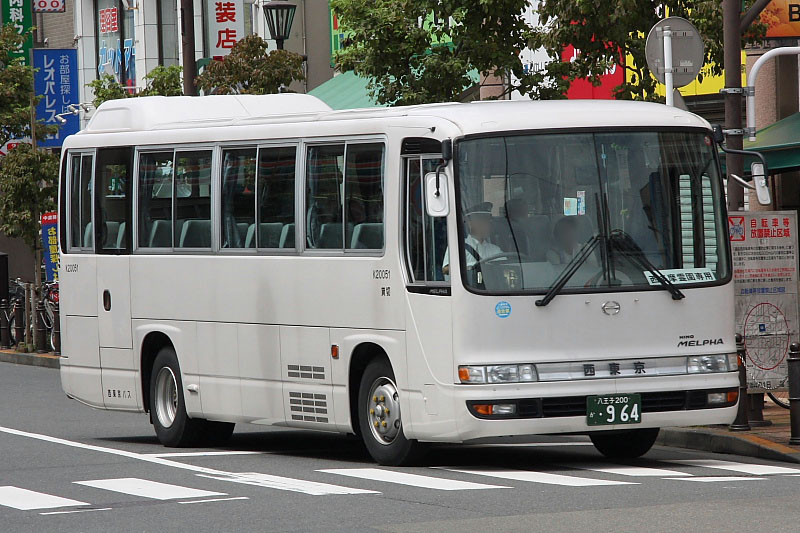
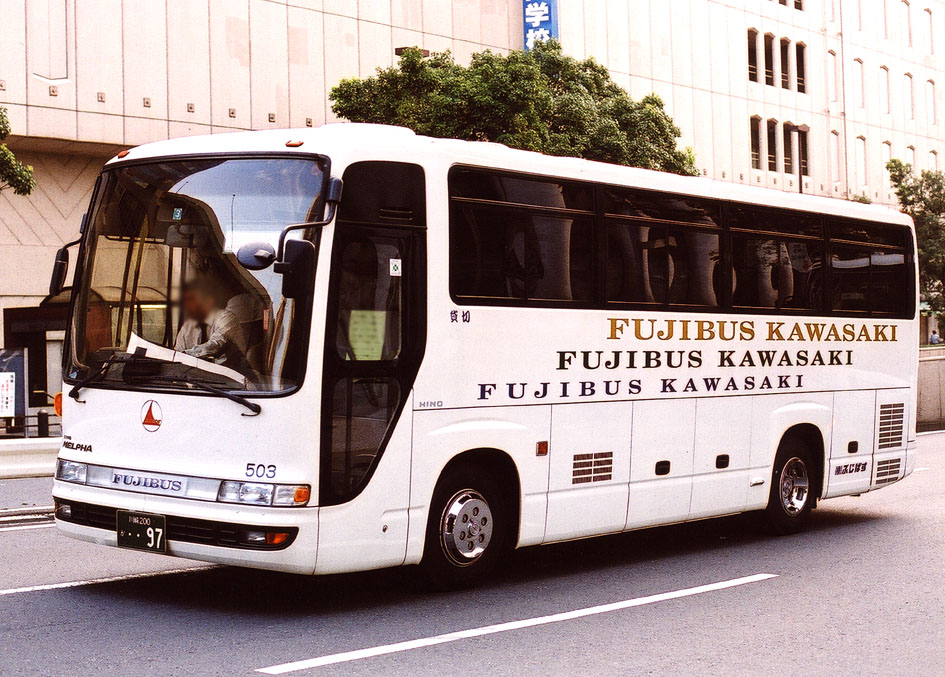
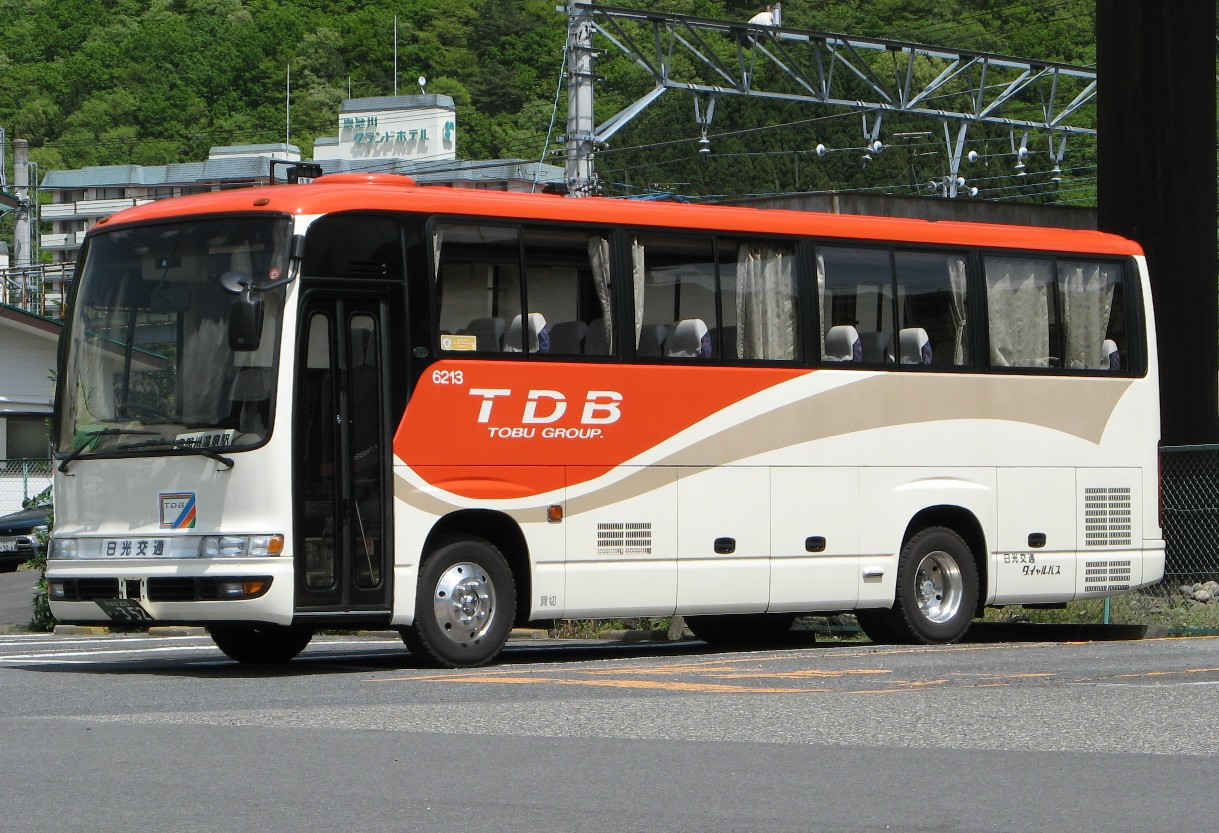

### 히노 멜파

#### PB-RR7JJAA
2003년 배출가스 규제 대응에 따라 마이너 체인지로 2004년에 출시되었다. 라인업이 대폭 변경되면서 히노 멜파 7 모델이 단종되었고 히노 멜파 9 모델은 히노 멜프라로 변경되었다. 차체도 9m로 통합되었고 엔진은 J07E형이 탑재되었다. 변속기의 경우 5단 AT, 6단 MT가 탑재되었다.

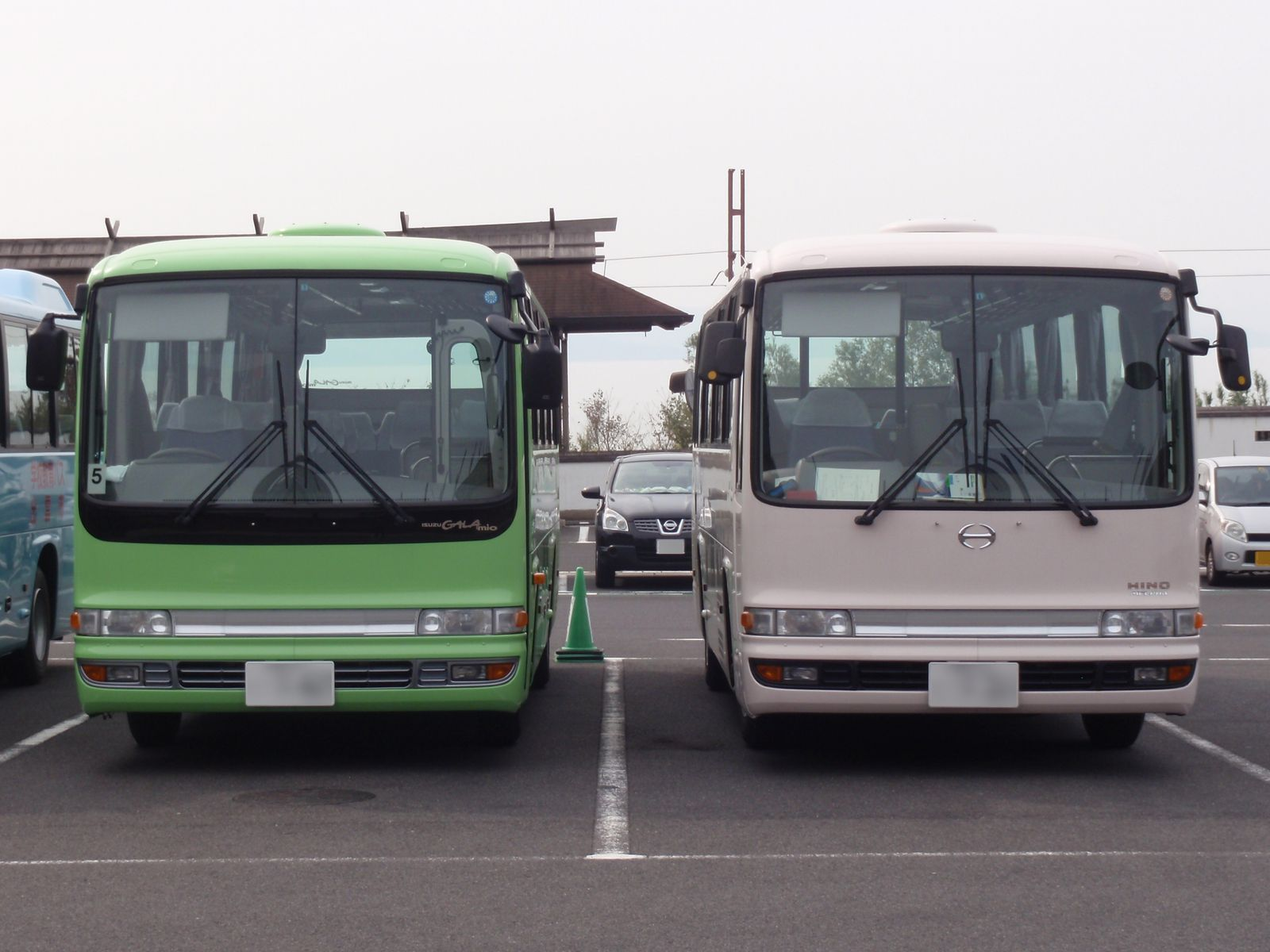
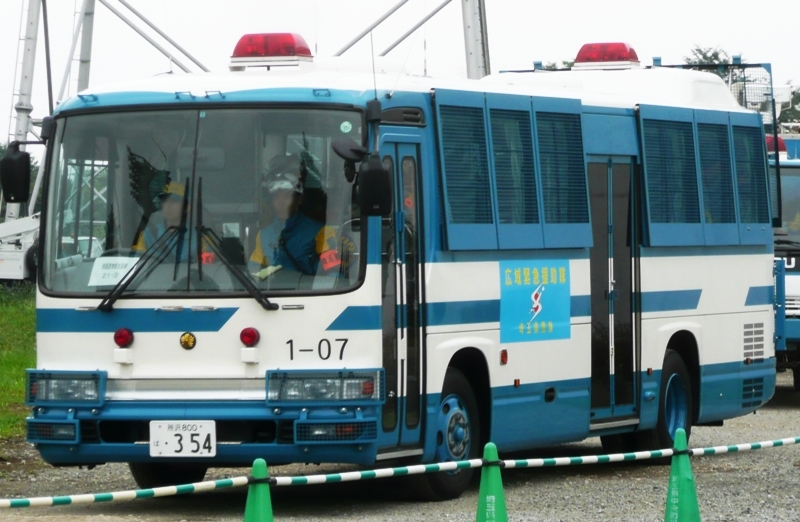
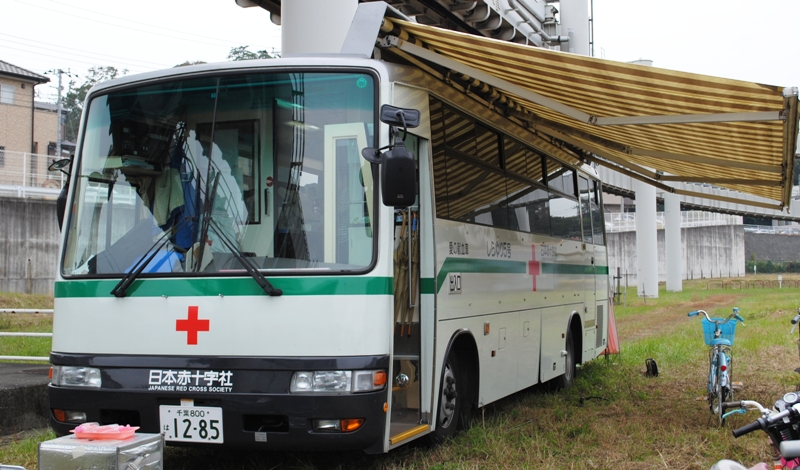

#### BDG-RX6JFBA
2005년 배출가스 규제 대응에 따라 마이너 체인지로 2007년에 출시되었다. 변속기는 기존과 동일하나 출입문 모델이 변동된 것이 특징이다.

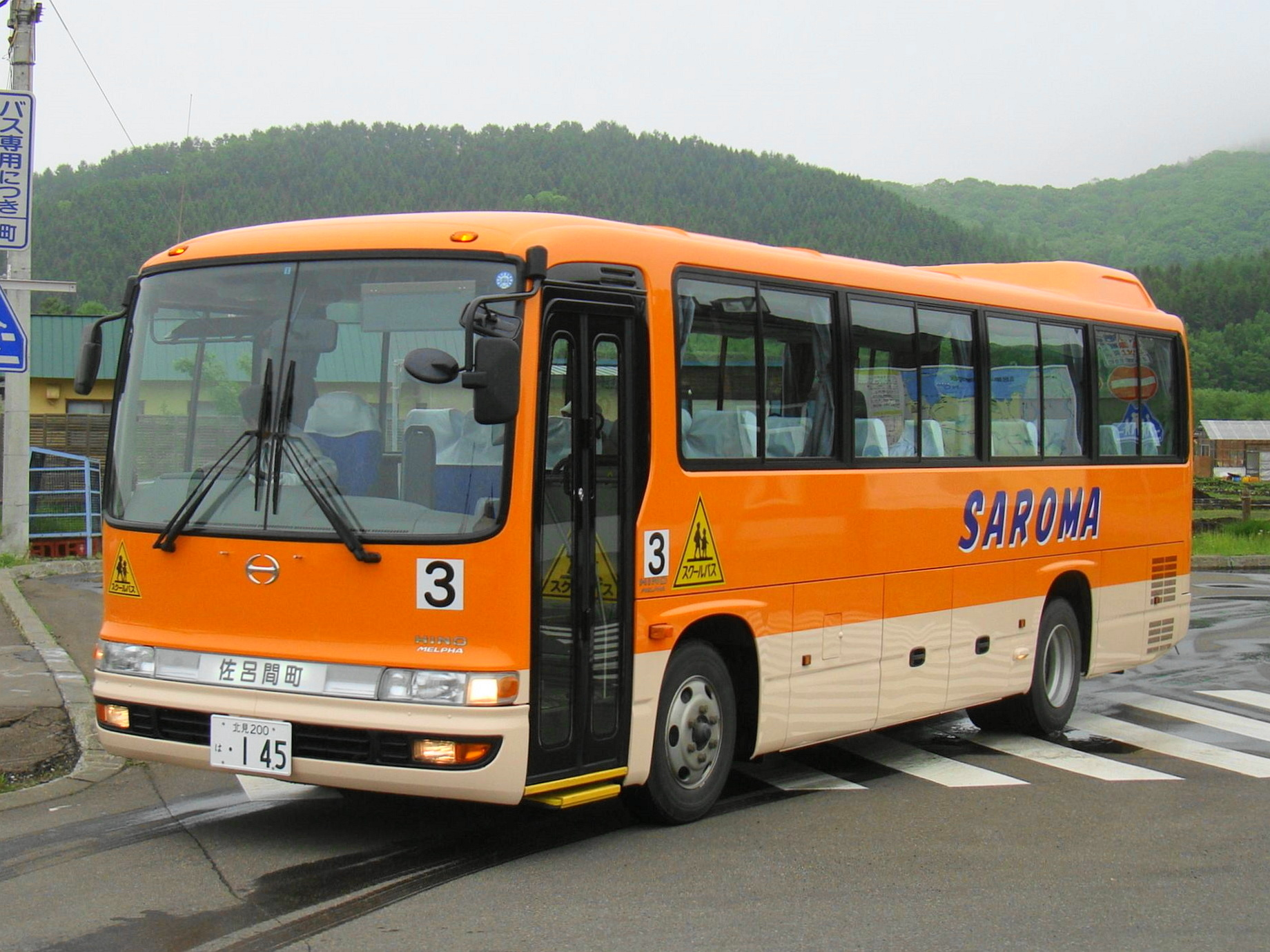
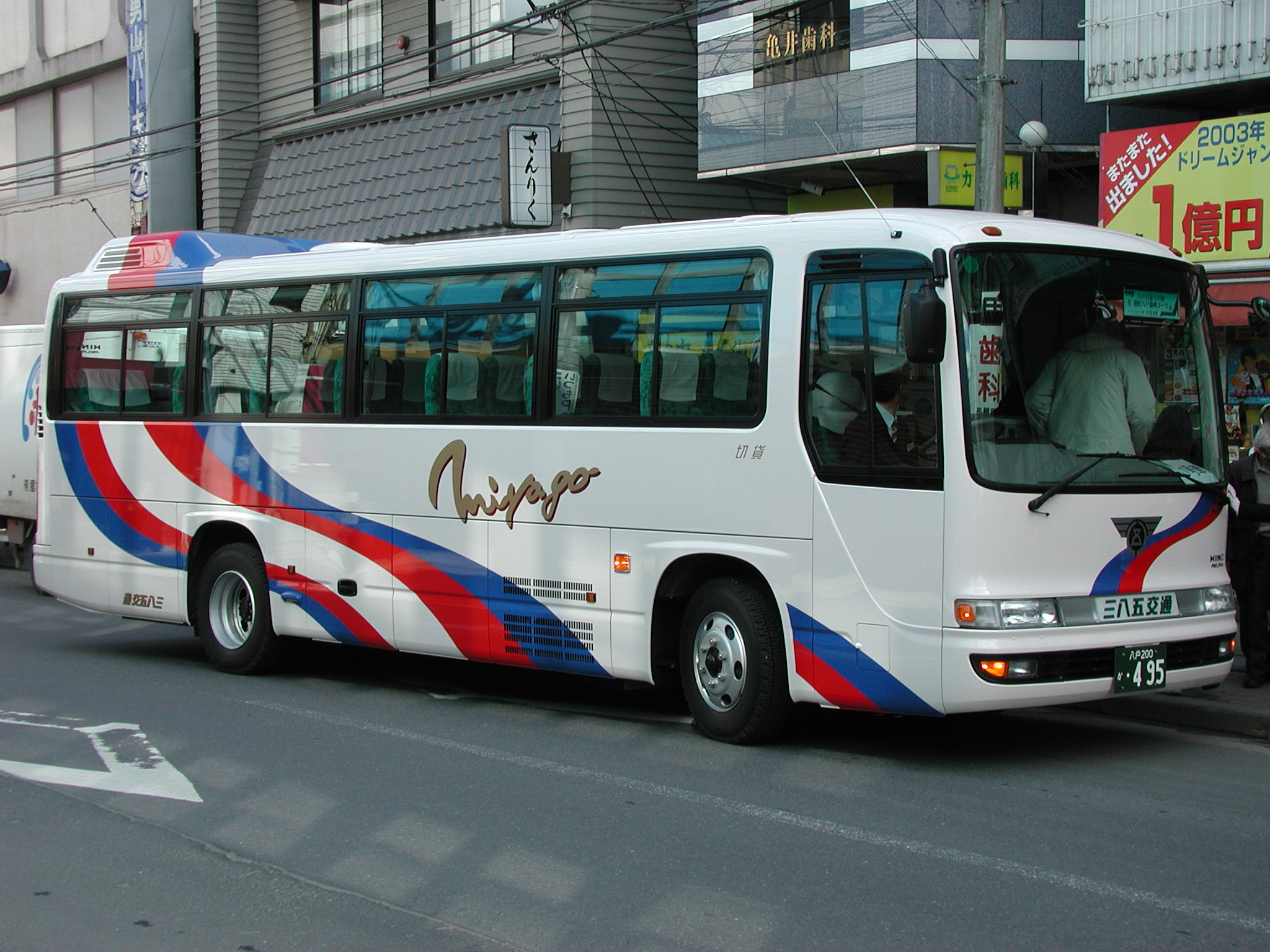
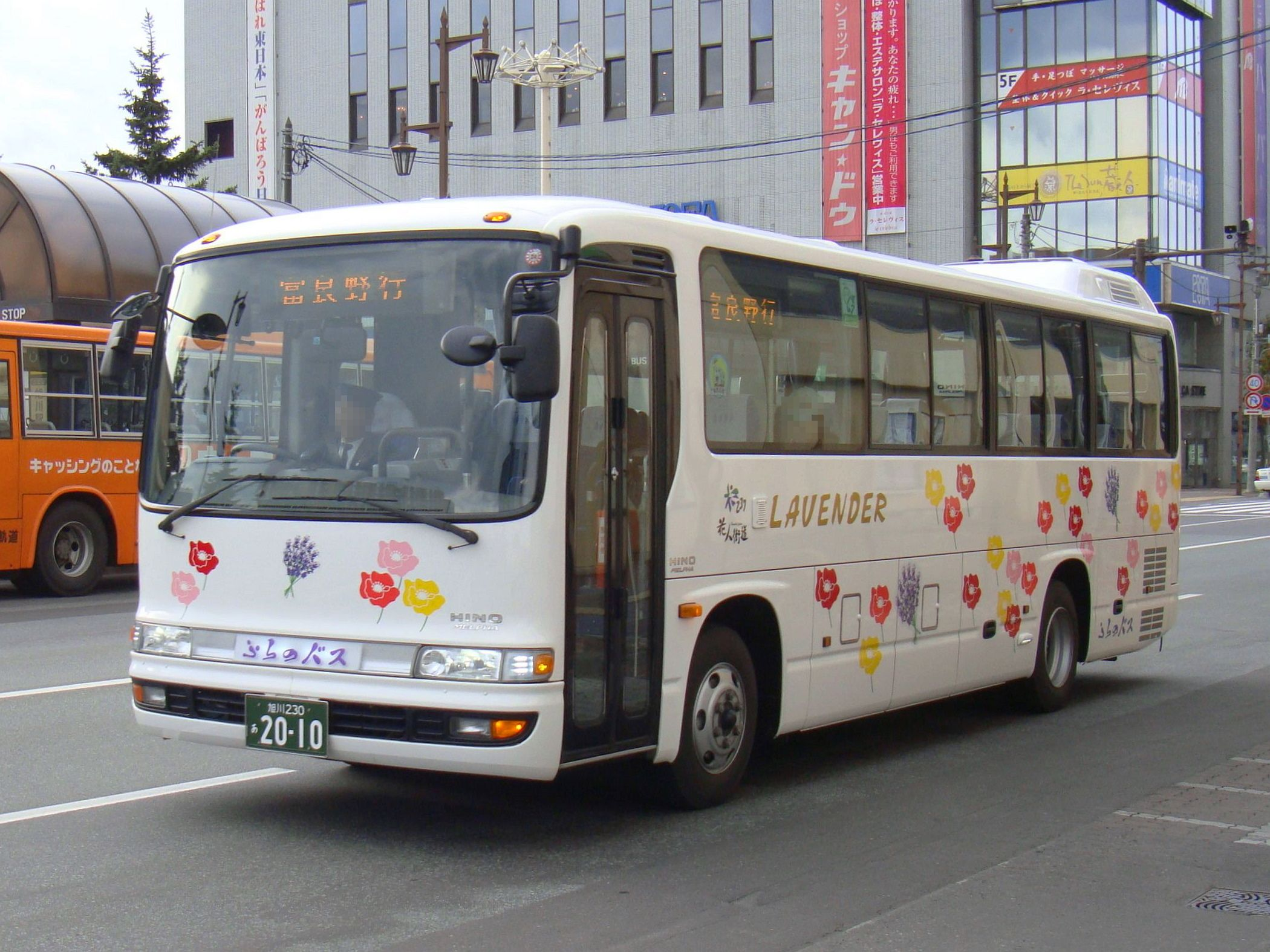

#### SDG-RR7JJCA
2011년 7월 19일에 마이너 체인지로 J07E형 엔진 및 DPF를 개량한 모델이다. 클린 디젤 시스템인 에어루프를 탑재했고 MT 차량의 엔진 출력도 향상되었다. 2012년 5월에 좌석 개선을 위해 마이너 체인지가 이루어졌다.

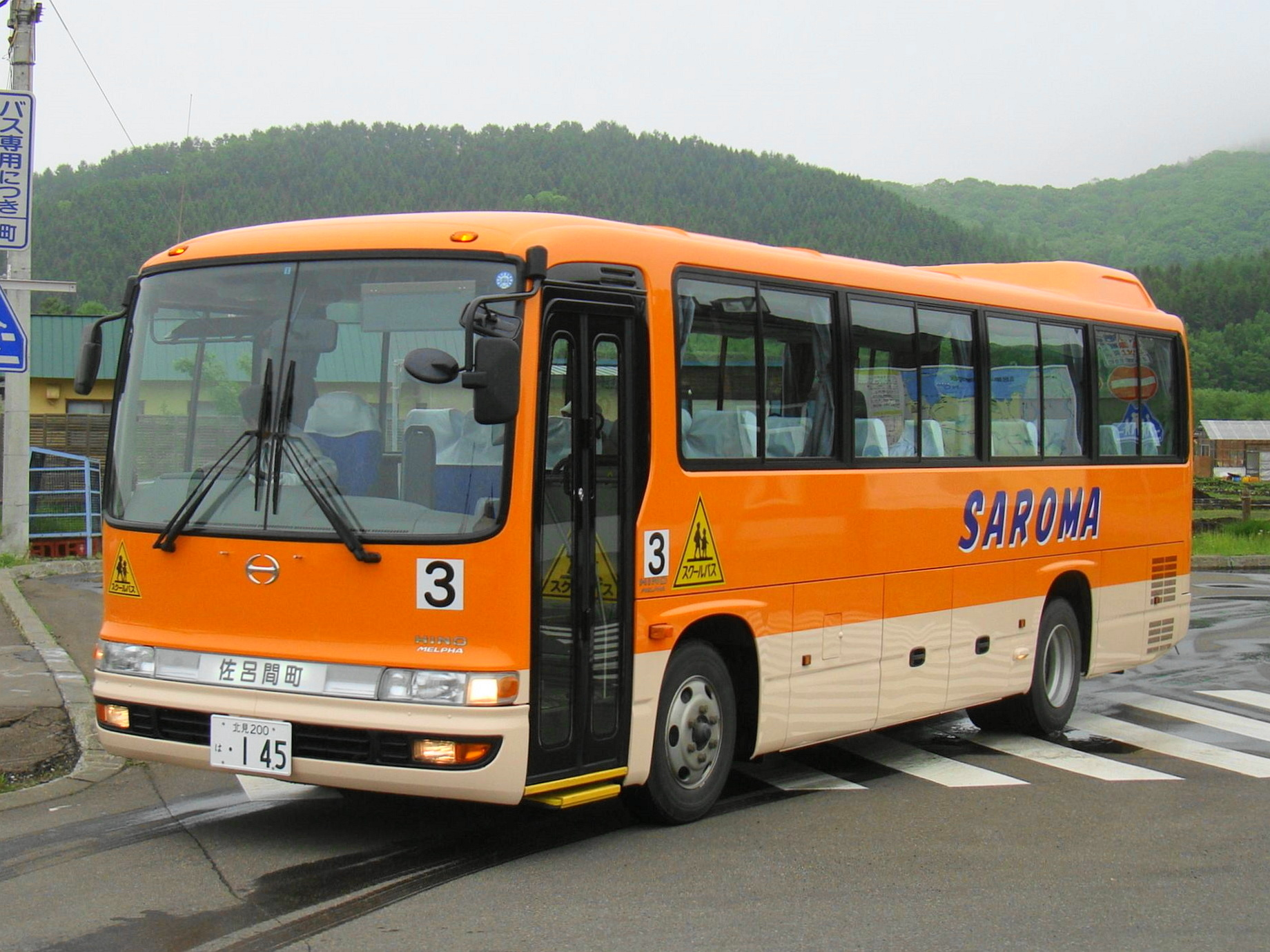
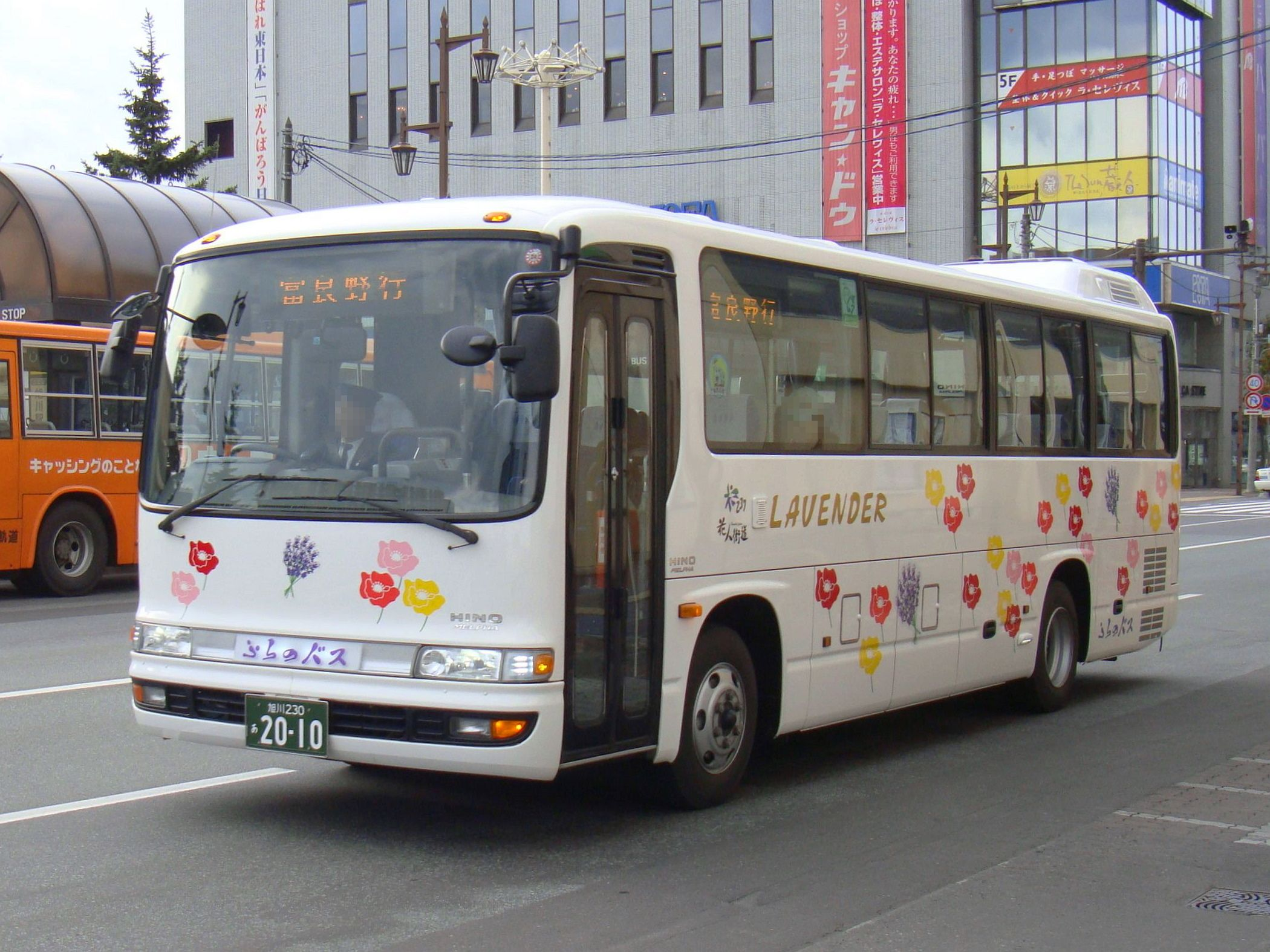
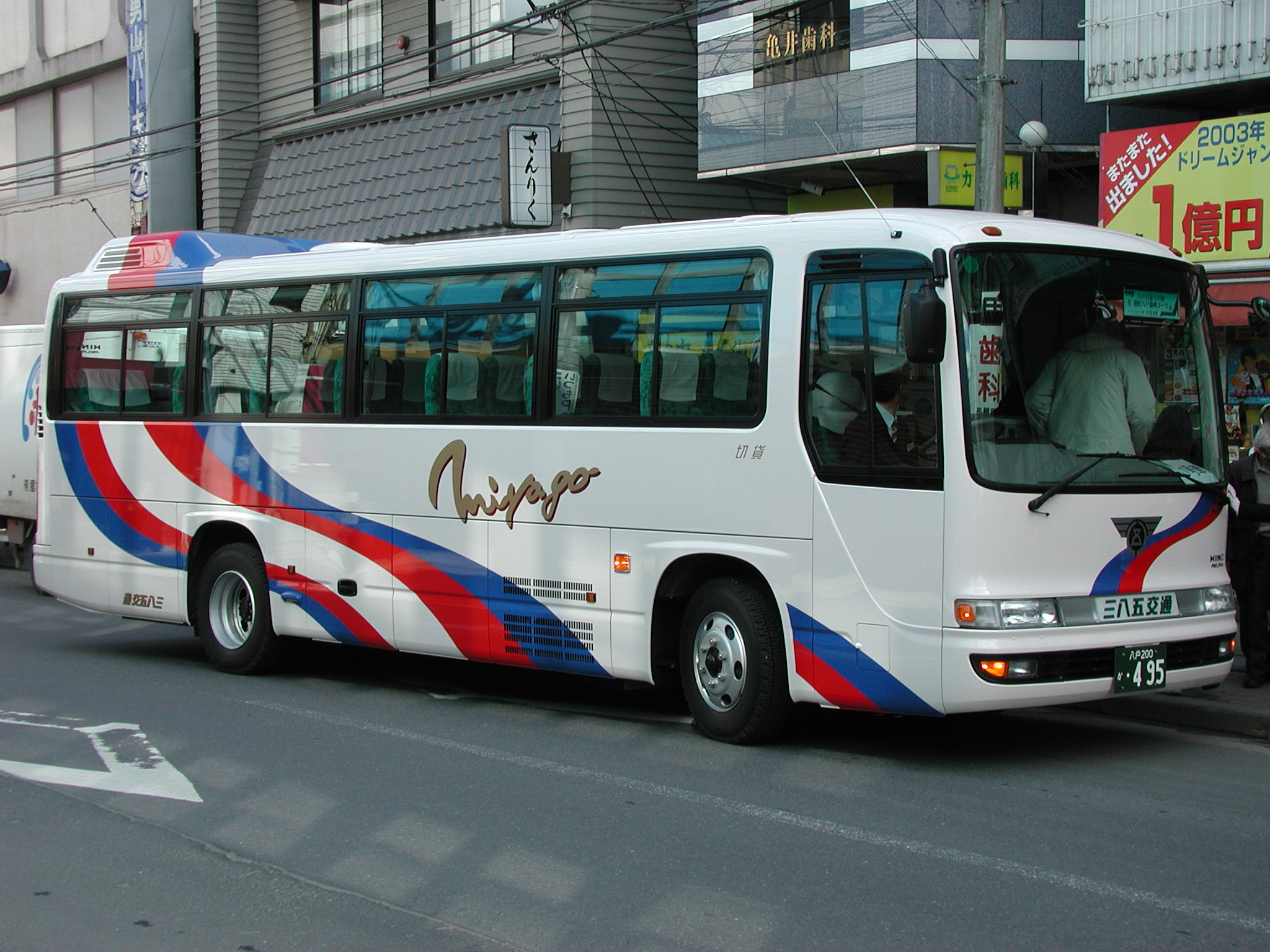

#### 2DG-RR2AJDA
2017년 7월 4일에 마이너 체인지로 엔진은 직렬 4기통의 A05C-TH형이 탑재되었고, DPF, SCR이 옵션으로 추가되었다. 변속기의 경우 6단 프로시프트로 변경되었고 기존의 5단 AT, 6단 MT 옵션이 단종되었다. 그 밖에 운전석에 에어백이 장착되었고 멀티 인포메이션 디스플레이를 장착했다.

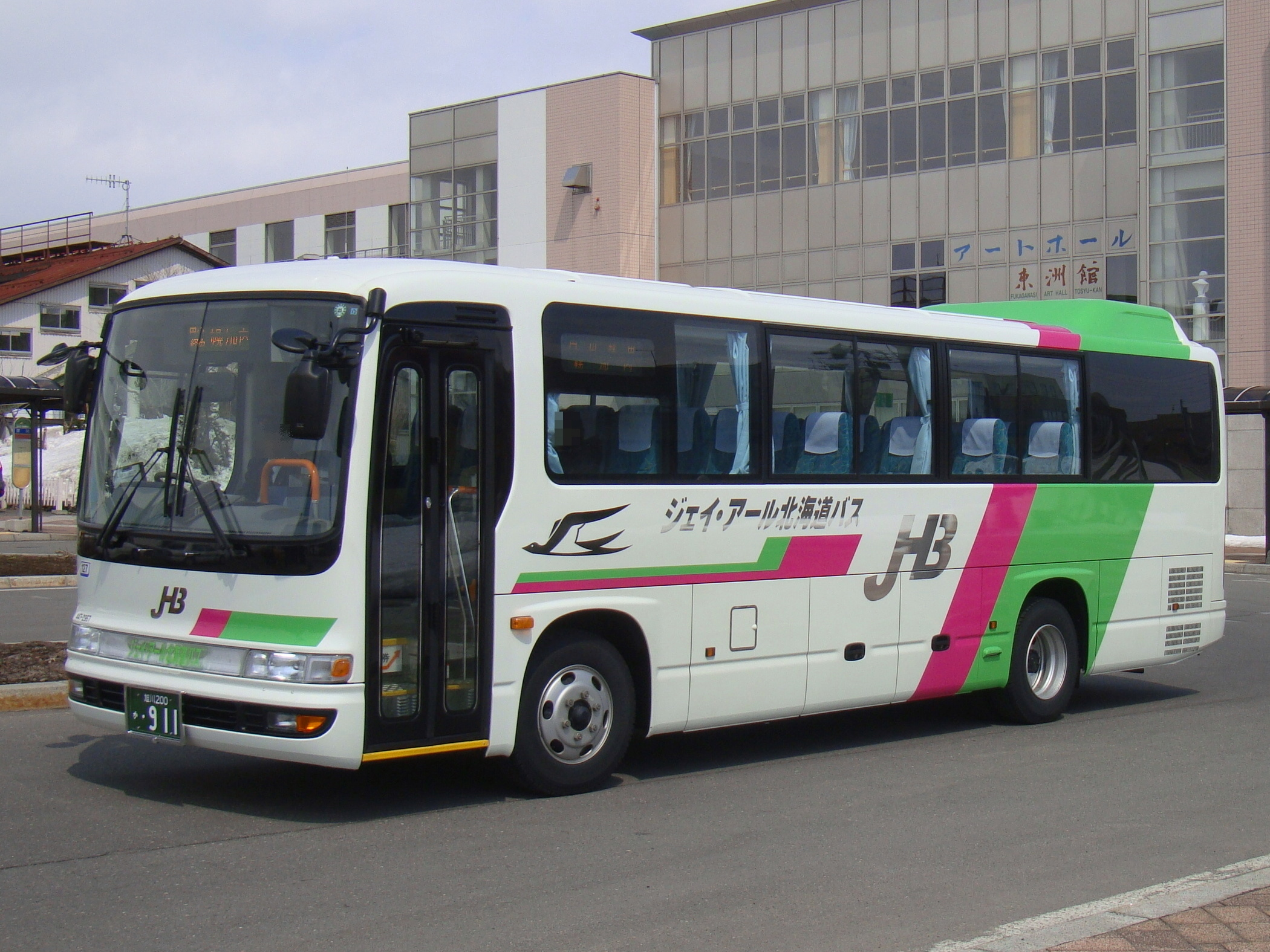

### 히노 멜파 플러그인 하이브리드
2013년 10월 1일에 플러그인 하이브리드 사양으로 처음으로 출시되었다. 같은 해 11월에 도쿄 모터쇼에 출시했다. 휠베이스 부분에 175kW의 전기 모터와 40kWh의 리튬 이온 전지를 탑재했다. 시가지 및 저속 주행 시 전기로 주행하고 배터리가 부족하거나 고속 주행 시 하이브리드로 주행한다. 충전은 교류 200볼트의 보통 충전과 CHAdeMO 방식의 급속 충전에 대응해 재난 상황에 이동이 가능한 차량으로 기능을 갖추었다.

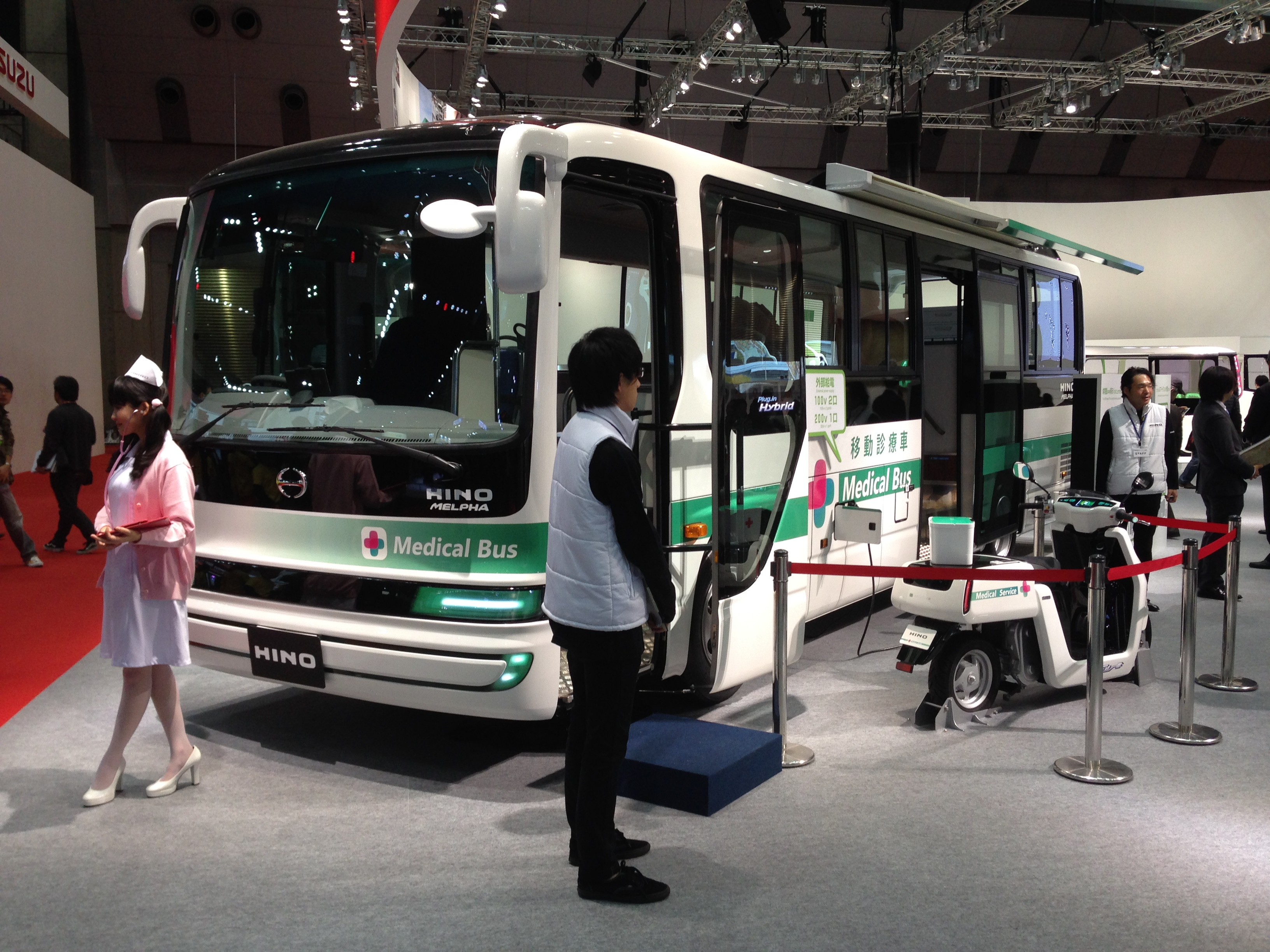
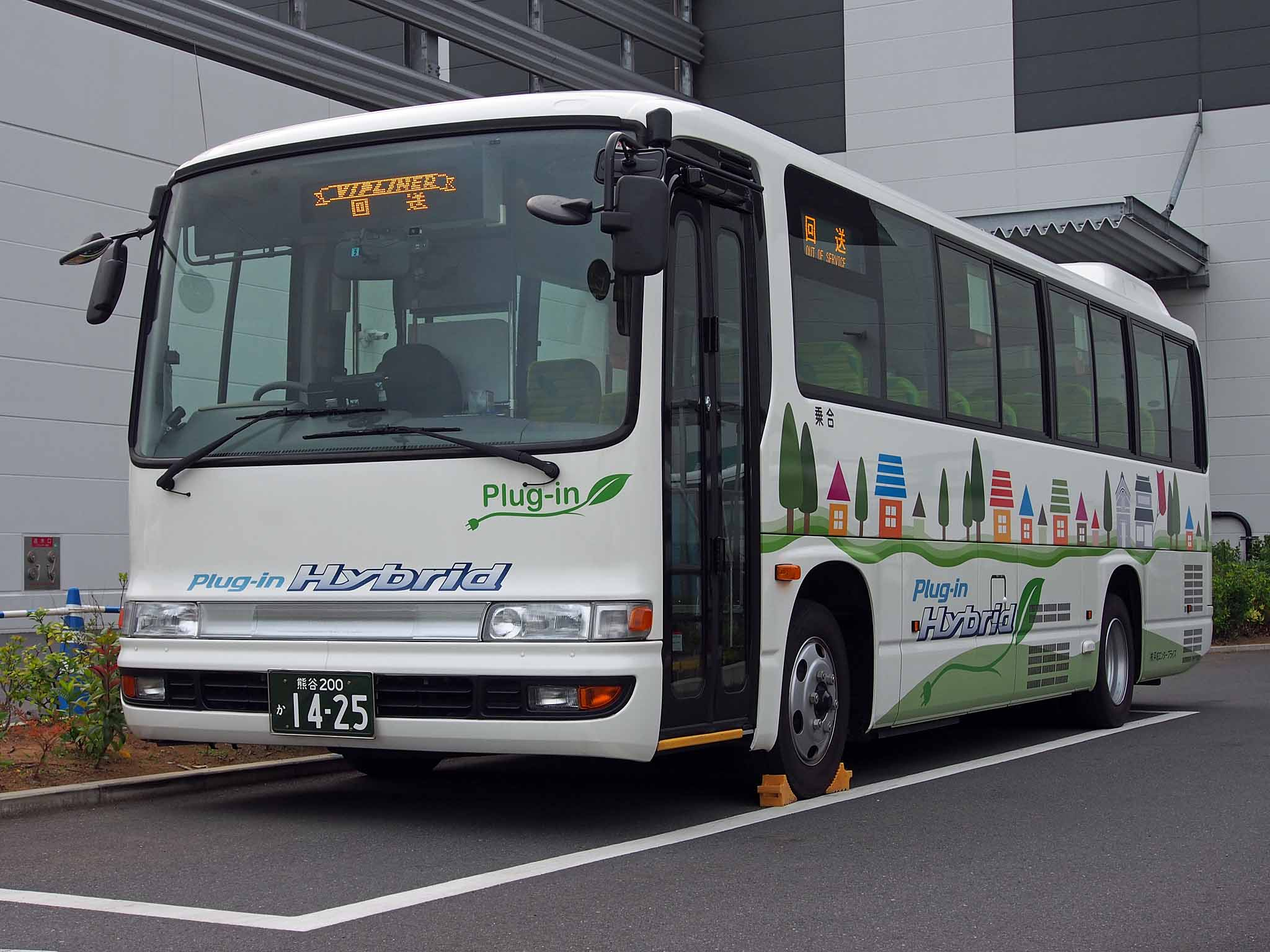
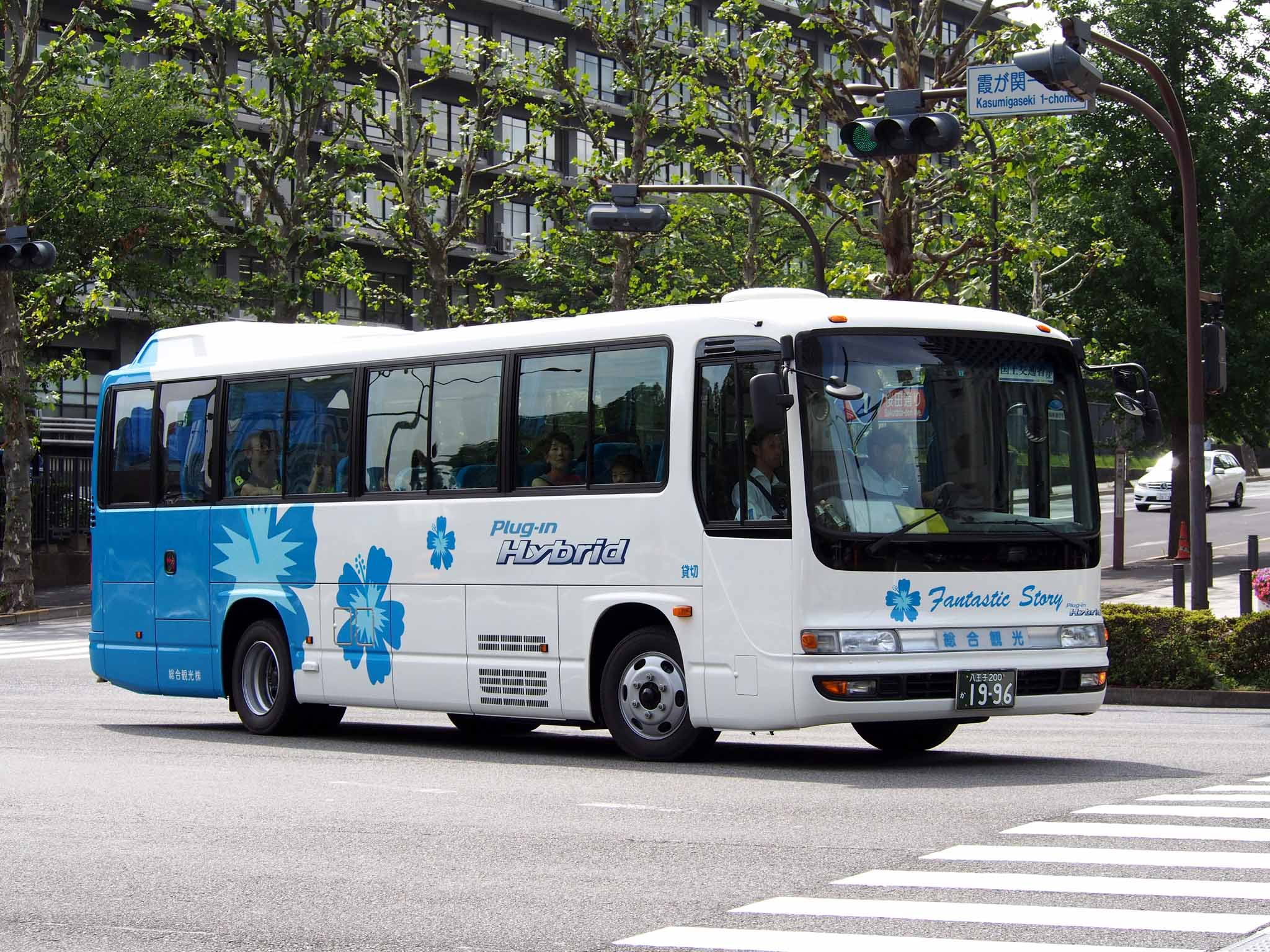

## 같이 보기
- 히노 자동차
- 히노 레인보우
- 히노 리에세
- 히노 폰초
- 이스즈 갈라 미오